# Chiesa di San Michele Arcangelo (Fulda)

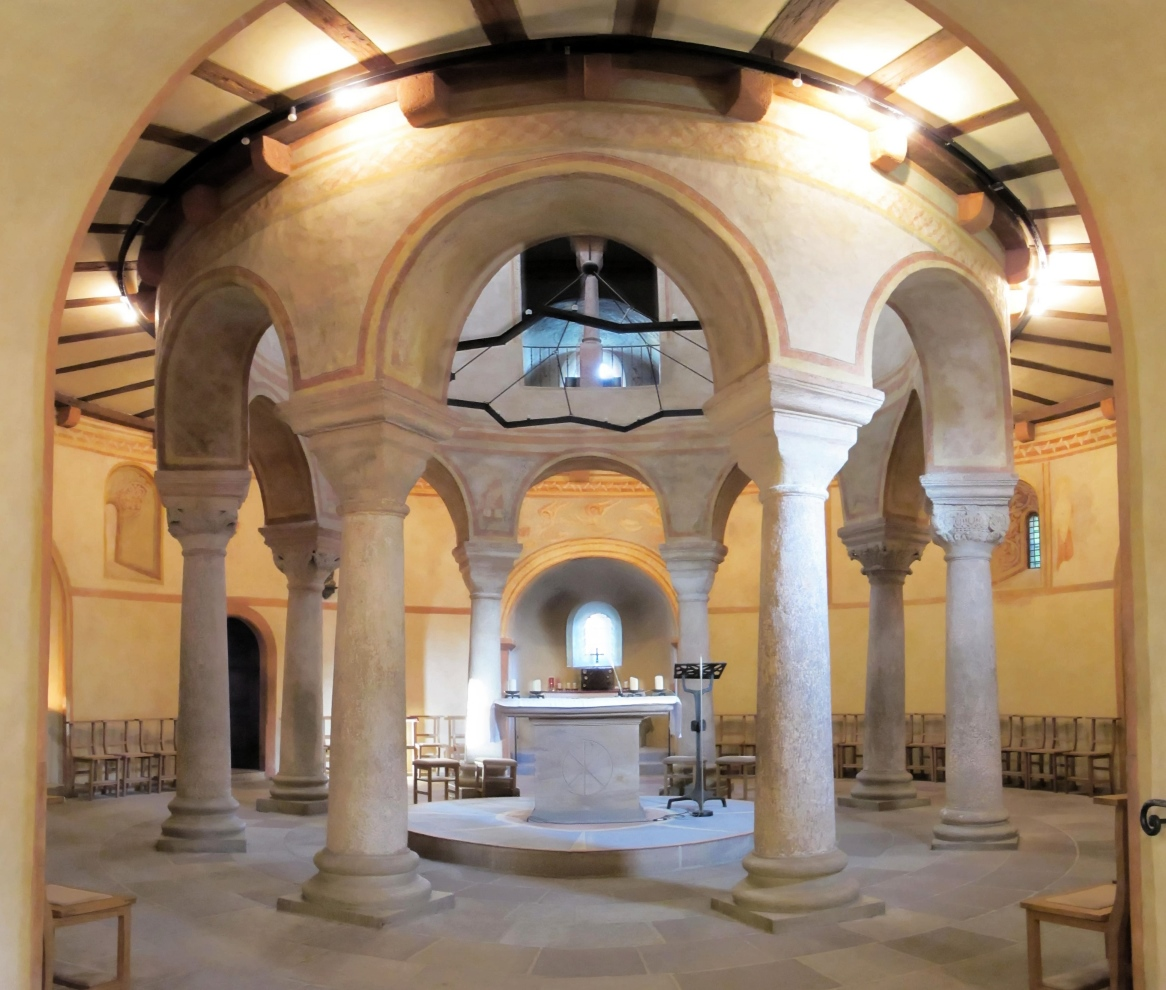
Michaelskirche, interno

La chiesa di San Michele Arcangelo (Michaelskirche) di Fulda fu costruita nello stile architettonico carolingio pre-romanico per conto dell'abate Eigil negli anni 820-822. È considerata la più antica replica della chiesa del Santo Sepolcro in Germania e uno dei più importanti edifici religiosi medievali in Germania. Venne fondata nel 744 nell'Abbazia di Fulda, uno dei principali centri culturali del primo Medioevo, e conteneva la tomba del suo fondatore Eigil.
La sua importanza è dovuta anche al fatto che nella Vita Aegil Abbatis Fuldensis, del monaco di Fulda Brun Candidus, c'è un'interpretazione contemporanea del simbolismo edilizio, che si riferisce espressamente a Rabano Mauro.

## Architettura

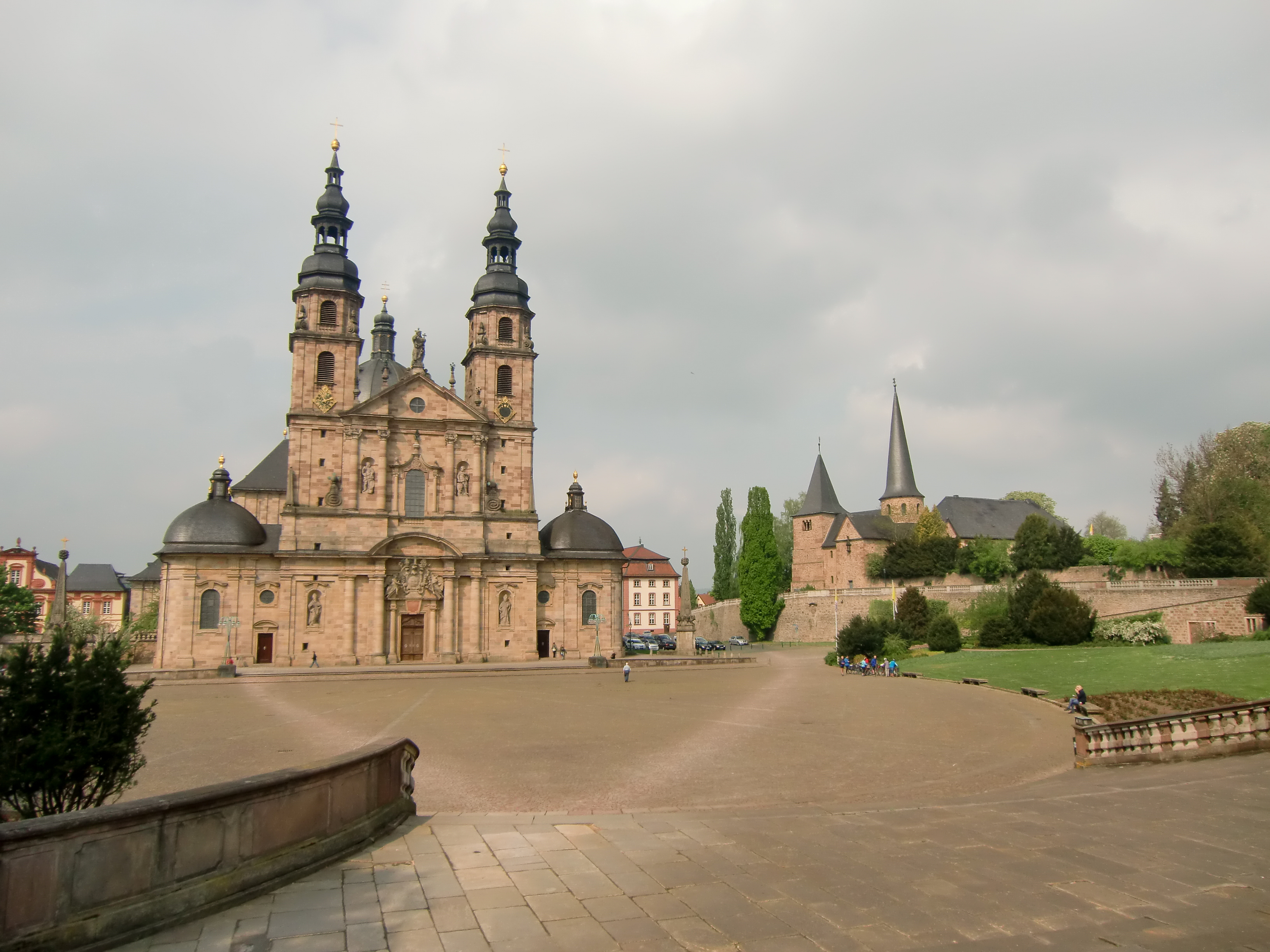
La Michaelskirche si trova a nord della cattedrale sul Michaelsberg

La Michaelskirche si trova nelle immediate vicinanze della cattedrale di Fulda sul Michaelsberg. Solo la cripta è sopravvissuta dell'originale edificio carolingio. Tuttavia, gli elementi essenziali del concetto architettonico originale, che è attestato dalla descrizione nella Vita Aegil di Brun Candidus di Fulda e che è descritta di seguito, sono stati rinnovati nel X e XI secolo dopo una vasta distruzione, probabilmente a causa di un'invasione magiara. L'edificio centrale, che è nella tradizione paleocristiana, sorgeva come una rotonda su otto colonne. L'area centrale era racchiusa in quello che originariamente era solo un piano, ma ora si sviluppa su due piani. La rotonda originariamente aveva una volta o una cupola con una chiave di volta aggettante. Sotto la chiesa c'era una cripta, voltata con due anelli concentrici e con una colonna centrale. Come componente più antico sopravvissuto, la cripta risale all'820 ed è un esempio molto precoce di una cripta a una sala. Aveva quindi uno spazio centrale, che era formato dall'anello interno delle mura ed era anche circondata da un corridoio con arco a botte. Al centro c'era la bassa colonna centrale con il suo capitello di reminiscenza ionica, che insieme alla parete dell'anello interno sosteneva la volta. Il capitello dall'aspetto arcaico, nonostante l'inclusione di elementi antichi, si ritiene sia più antico dell'edificio per motivi stilistici, e fu probabilmente "riciclato" e "apparentemente proviene dalla basilica costruita da Sturmio intorno al 750 o 765".
Concepita come luogo di sepoltura del suo costruttore, l'abate Eigil, la cripta originariamente non aveva né l'altare né un collegamento con il piano superiore. La tomba di Eigil è ancora nella parte orientale insieme a un'altra. Il capitello ionico della colonna centrale della cripta proviene probabilmente dalla basilica di Sturmio, della seconda metà dell'VIII secolo, che dovette lasciare il posto al nuovo edificio della cosiddetta basilica di Ratgar. 

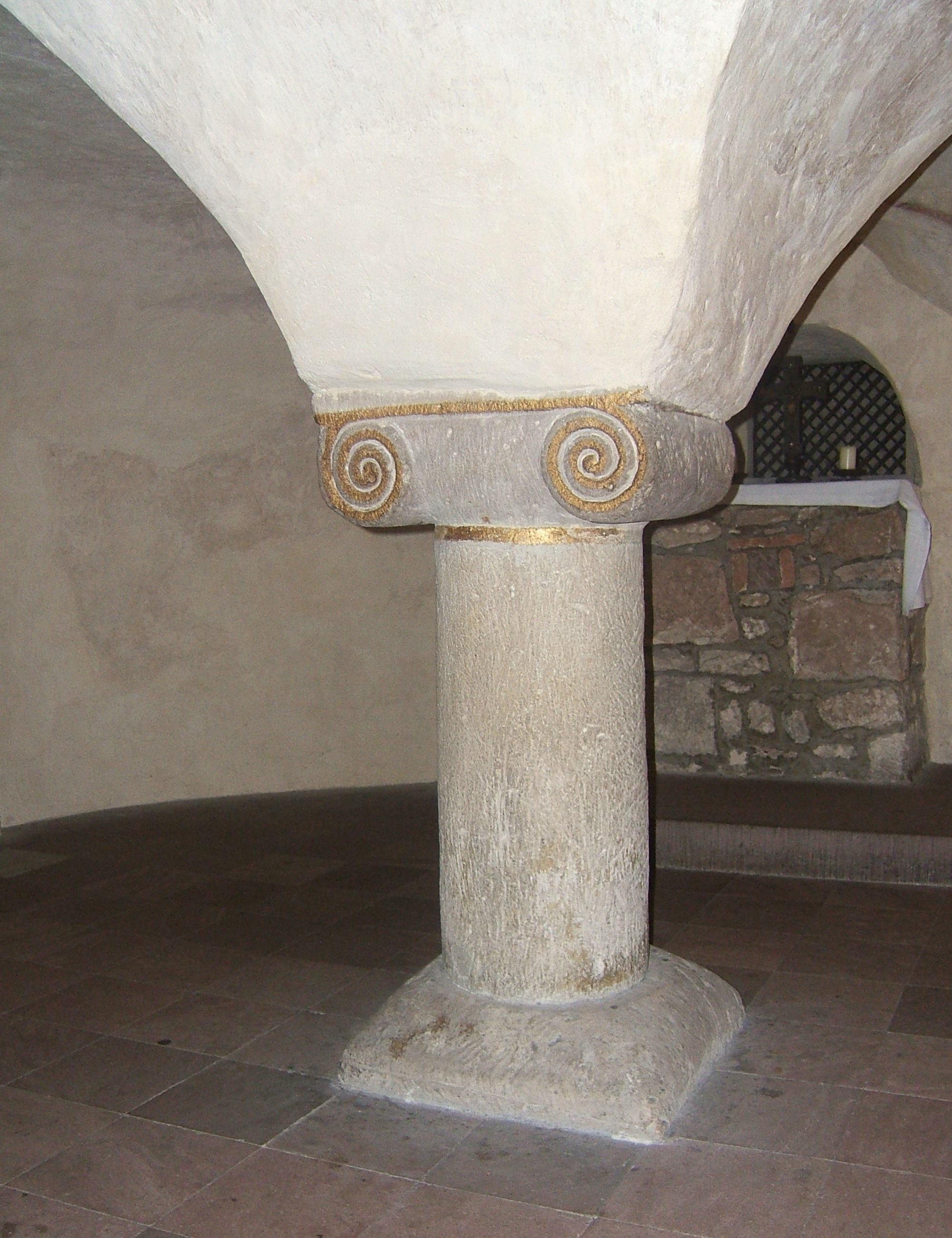
Colonna centrale nella cripta

I capitelli corinzi stilisticamente più moderni di quattro delle otto colonne che sostengono la rotonda interna al piano superiore sono del IX secolo, e almeno uno di questi appartiene probabilmente alla fondazione carolingia. D'altra parte, gli altri quattro capitelli sono di forma cubica, tipica dell'inizio dell'XI secolo. All'interno ci sono affreschi dell'XI secolo. La chiesa originariamente aveva tre altari, le cui dedicazioni sono riferite da Rabano Mauro. L'altare maggiore, affiancato dai due altari secondari, potrebbe essere stato nell'abside est semicircolare incassata. Le reliquie del Santo Sepolcro, che si trovavano nell'altare maggiore insieme alle reliquie di altri santi, facevano già parte della dotazione originale. Nell'XI secolo, sulla base delle preesistenze, una concezione ampliata e una riorganizzazione dell'altare portarono a una replica del Santo Sepolcro al centro della chiesa.

## Simboli di costruzione
Brun Candidus interpretò il progetto come una rappresentazione simbolica del rapporto tra Cristo e la Chiesa (Christi et ecclesiae puto praesignari posse figuram), la colonna centrale della cripta e la chiave di volta sarebbero quindi simboli di Cristo, che diede inizio alla fondazione della Chiesa e la completò. Gli otto pilastri sono simboli del popolo che adempiva le otto beatitudini del Discorso della Montagna e potevano quindi essere visti come pilastri della Chiesa. La forma circolare simboleggiava la vita eterna e le ricompense permanenti che i credenti potevano sperare di ottenere. Si ritiene che l'anastasi rotonda della Chiesa del Santo Sepolcro a Gerusalemme o edifici tondi e poligonali tardoantichi e tardo medioevali come Santa Costanza a Roma, la Marienrotunde a Centula (Saint-Riquier) o la Cappella del Palatinato ad Aquisgrana, possano essere stati presi come modello anche per una tradizione di strutture tombali a due piani che risalgono ai tempi antichi.

## Storia
Sul sito del cimitero del monastero, la chiesa fu modellata sulla forma della Chiesa del Santo Sepolcro a Gerusalemme e realizzata, dall'820 all'822, sotto l'abate Eigil di Rabanus Maurus (da un progetto obsoleto del monaco e capomastro Rachulf, che aveva costruito anche le cripte nella basilica di Ratgar) e venne consacrata, dall'arcivescovo Haistulpf il 15 gennaio 822, dedicandola all'Arcangelo Michele. La cripta serviva da ossario contenente le ossa ritrovate quando furono scavate le tombe nel cimitero del monastero.
Al più tardi nel 1093, fu realizzata una replica del Santo Sepolcro con tre altari al piano superiore, ma non ne è rimasta traccia. Nel X e XI secolo, dopo un'estesa distruzione, vennero realizzati numerosi restauri, la rotonda fu trasformata a forma di croce e fu aggiunta una torre a ovest. Nella seconda metà del XII secolo la torre venne pavimentata e vi fu installata una campana. Nel 1618 la torre venne elevata sopra la rotonda e dotata di una cupoletta conica appuntita. La cappella di Rochus fu costruita sul lato nord della Michaelskirche tra il 1715 e il 1716.

## Campana
Nell'imponente torre ovest sono inserite tre campane; la grande campana di San Giacomo venne fusa a Wusen nella Prussia Orientale e arrivò a Fulda dopo la seconda guerra mondiale per sostituire le campane distrutte. Per l'Angelus, alle ore 12, suona la campana Marie.

## Elenco dei prevosti di San Michele di Fulda
- Konrad von Bellersheim, 1357-1368
- Gottfried von Bimbach, 1397-1415
- Johann Küchenmeister, c. 1448
- Johann von Ebersberg c. 1493
- Philipp von Trümbach, 1535-1548
- Philipp Georg Schenk zu Schweinsberg 1552-?, 1567-1568 anche principe-abate di Fulda, prevosto di Neuenberg, di Holzkirchen e di Johannesberg
- Philipp Schadt von Ostheim, 1569-1579
- Kaspar (Caspar) von Wildungen?-12 luglio 1601, dal 1587 anche prevosto di Blankenau 1581-1601, prevosto di Holzkirchen 1593-1601 e di Zella c. 1593
- Johann Friedrich von Schwalbach 1590-1593, già prevosto di Andreasberg, di Blankenau, 1606 principe-abate di Fulda e dal 1607 prevosto di Johannesberg
- Reinhard Ludwig von Dalwigk, c. 1600-1601
- Daniel von Merlau, c. 1601-1609, anche prevosto di Zella
- Johann Bernhard Schenk zu Schweinsberg 1616-1618, anche principe-abate di Fulda e prevosto di Johannesberg, poi prevosto di Blankenau e di Neuenberg
- Johann Friedrich von Kerpen, c. 1627-1630
- Adalbert von Schleifras c. 1683, anche prevosto di Blankenau, poi prevosto di Neuenberg e decano, poi principe-abate di Fulda
- Stephan von Clodh, 1701-1727
- Emanuel Friedrich von Kötzschau 1735-1736
- Heinrich von Warnsdorf 23 agosto 1745-1786, già prevosto di Zella

## Galleria d'immagini

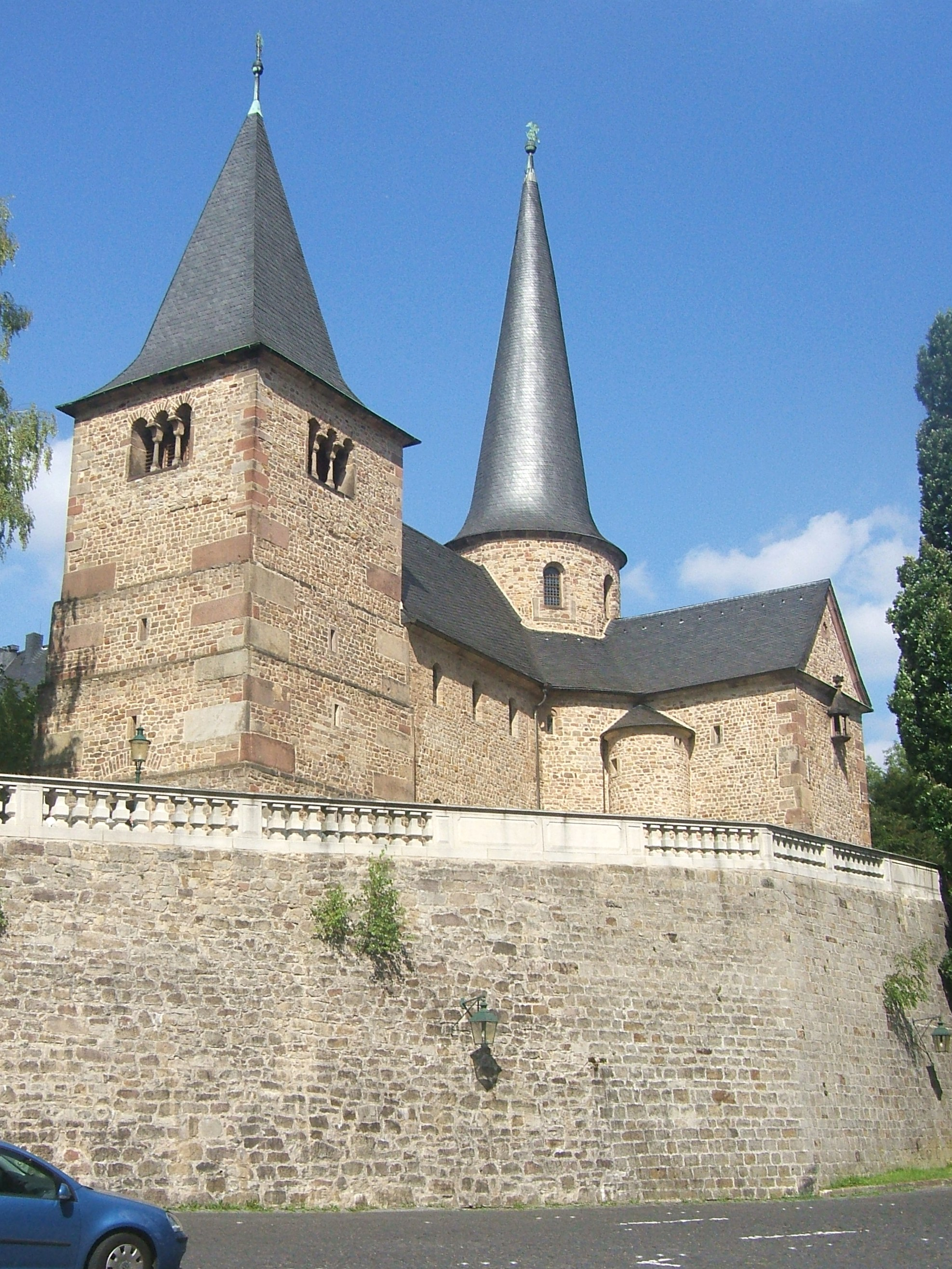
Michaelskirche a Fulda
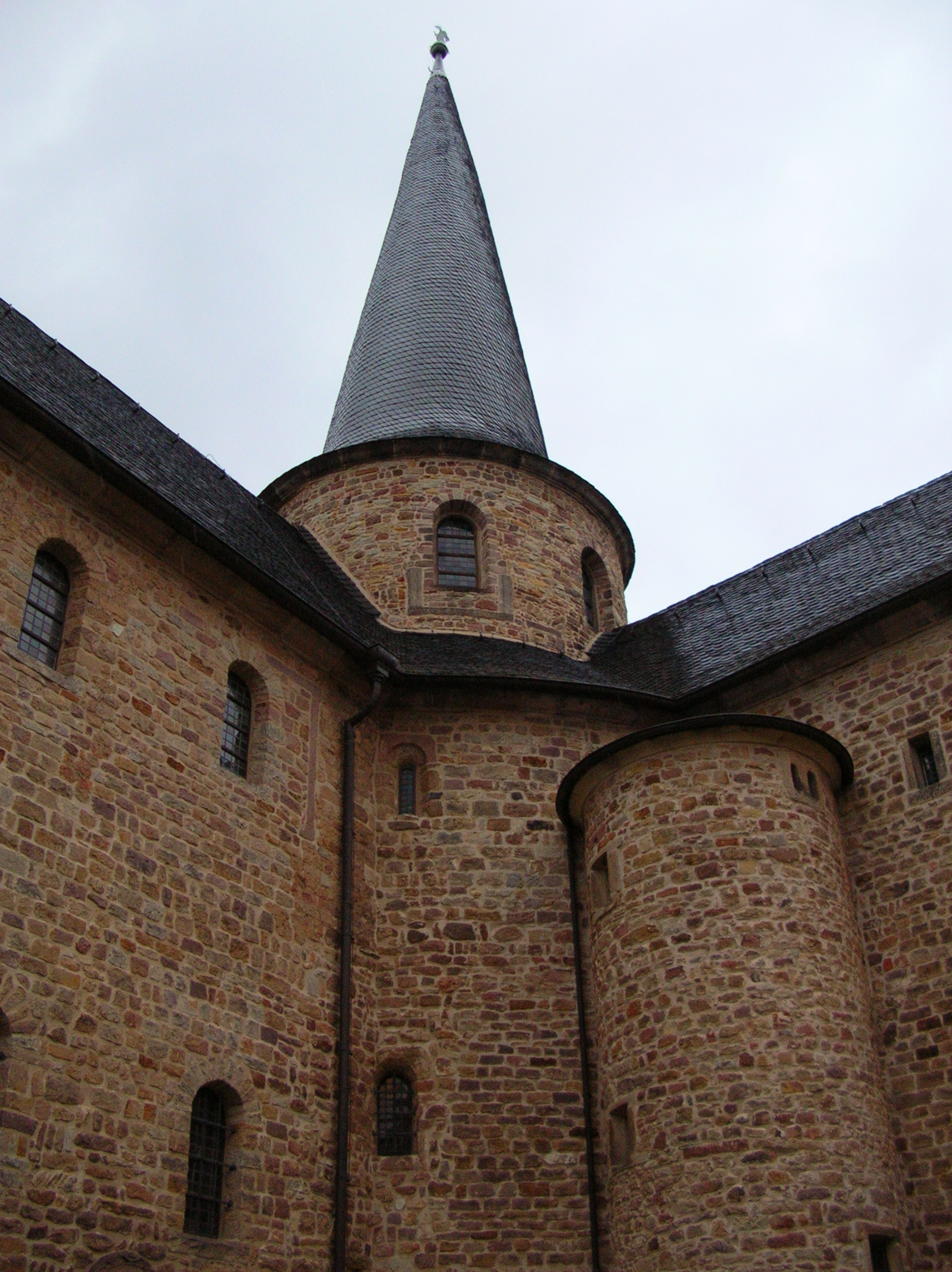
'Torre centrale
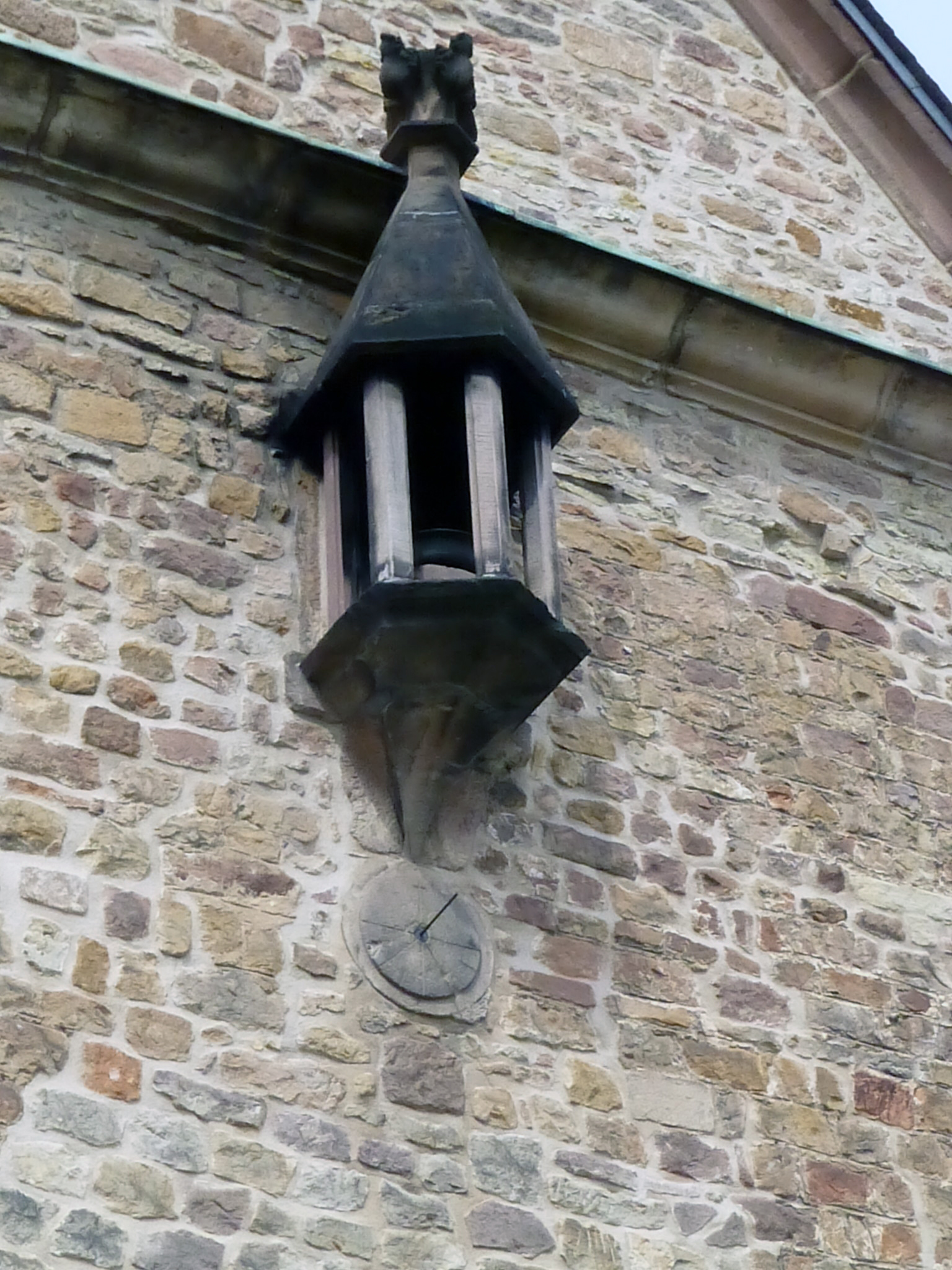
Erker e meridiana
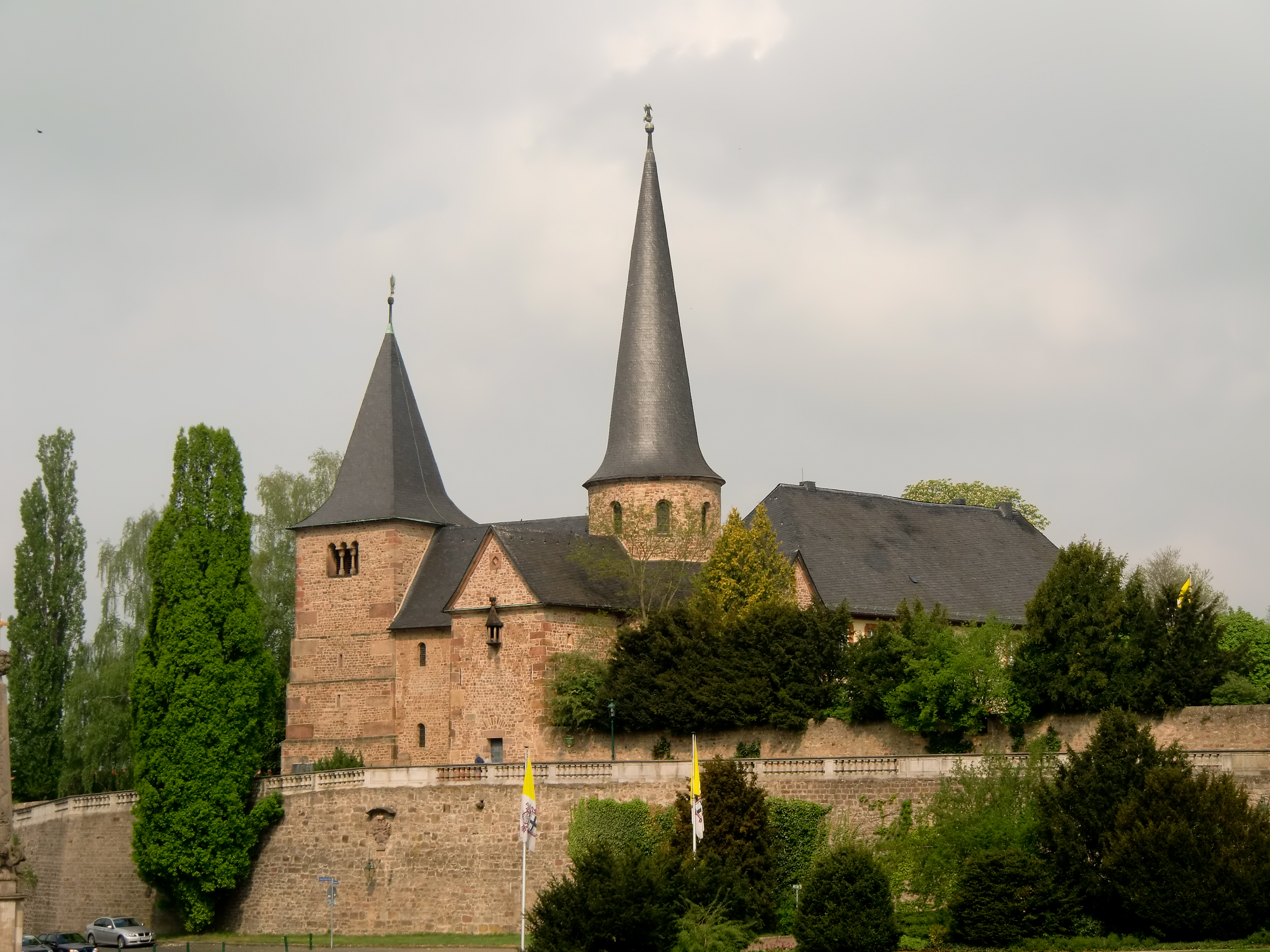
Michaelskirche sulla piazza della cattedrale
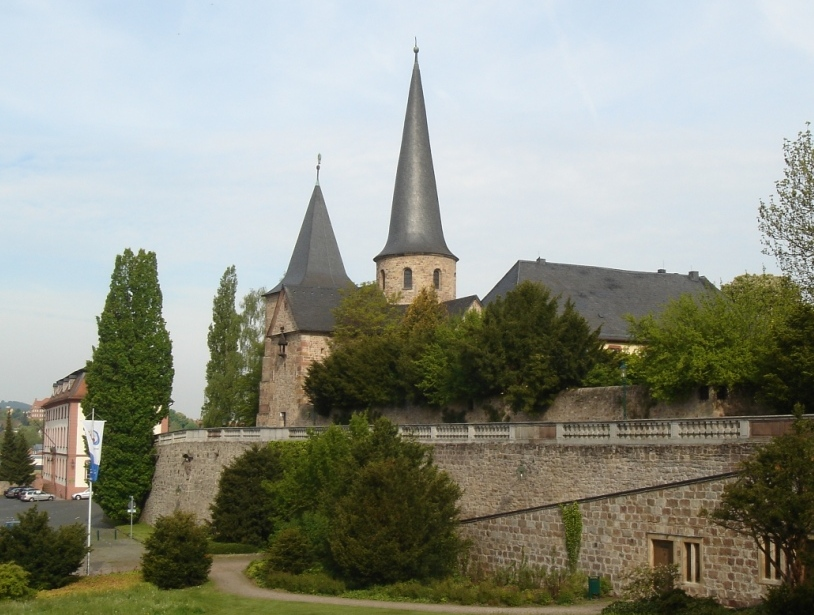
Muro sulla piazza della cattedrale
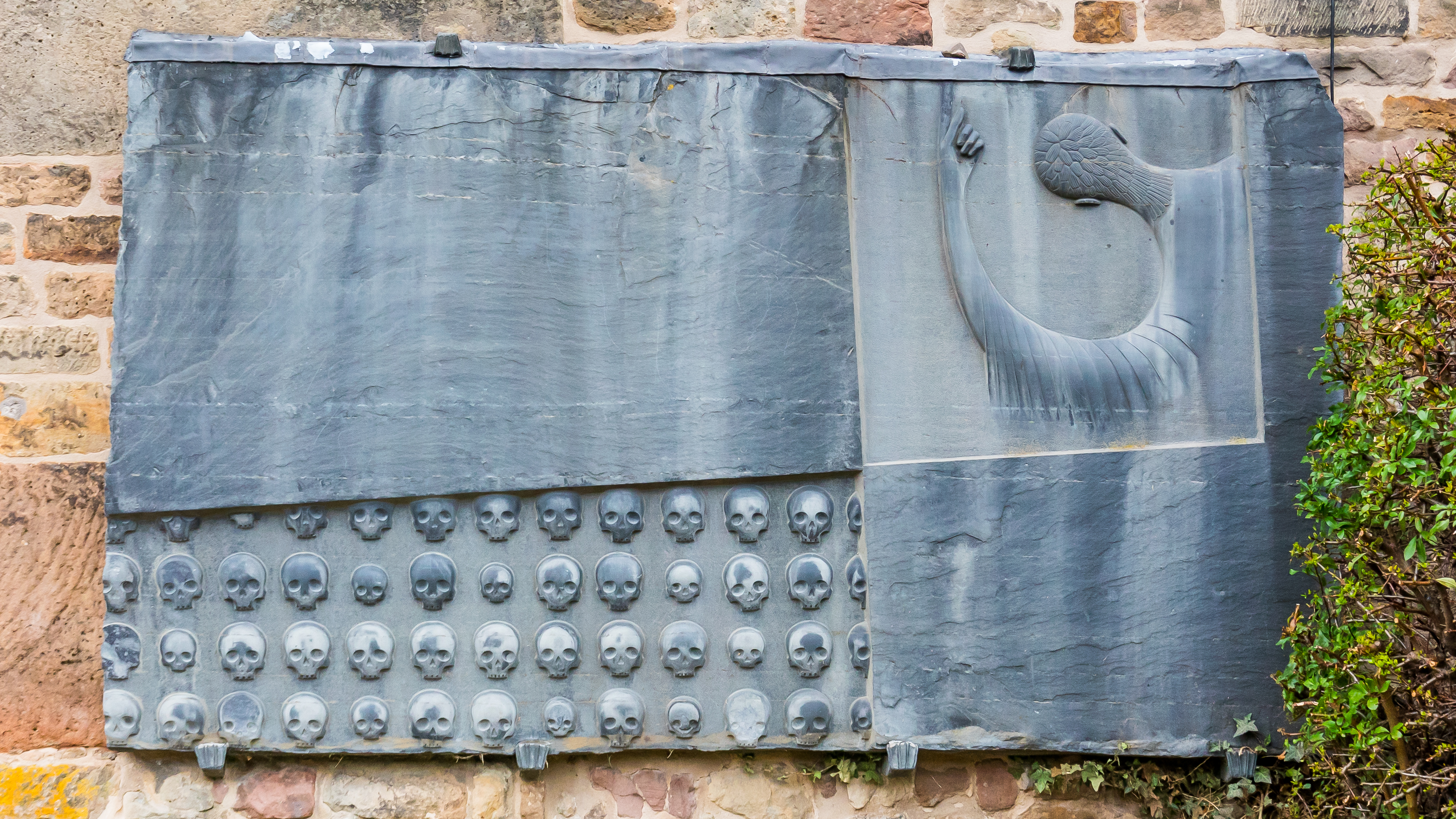
Ewald Mataré: monumento alle vittime delle due guerre mondiali
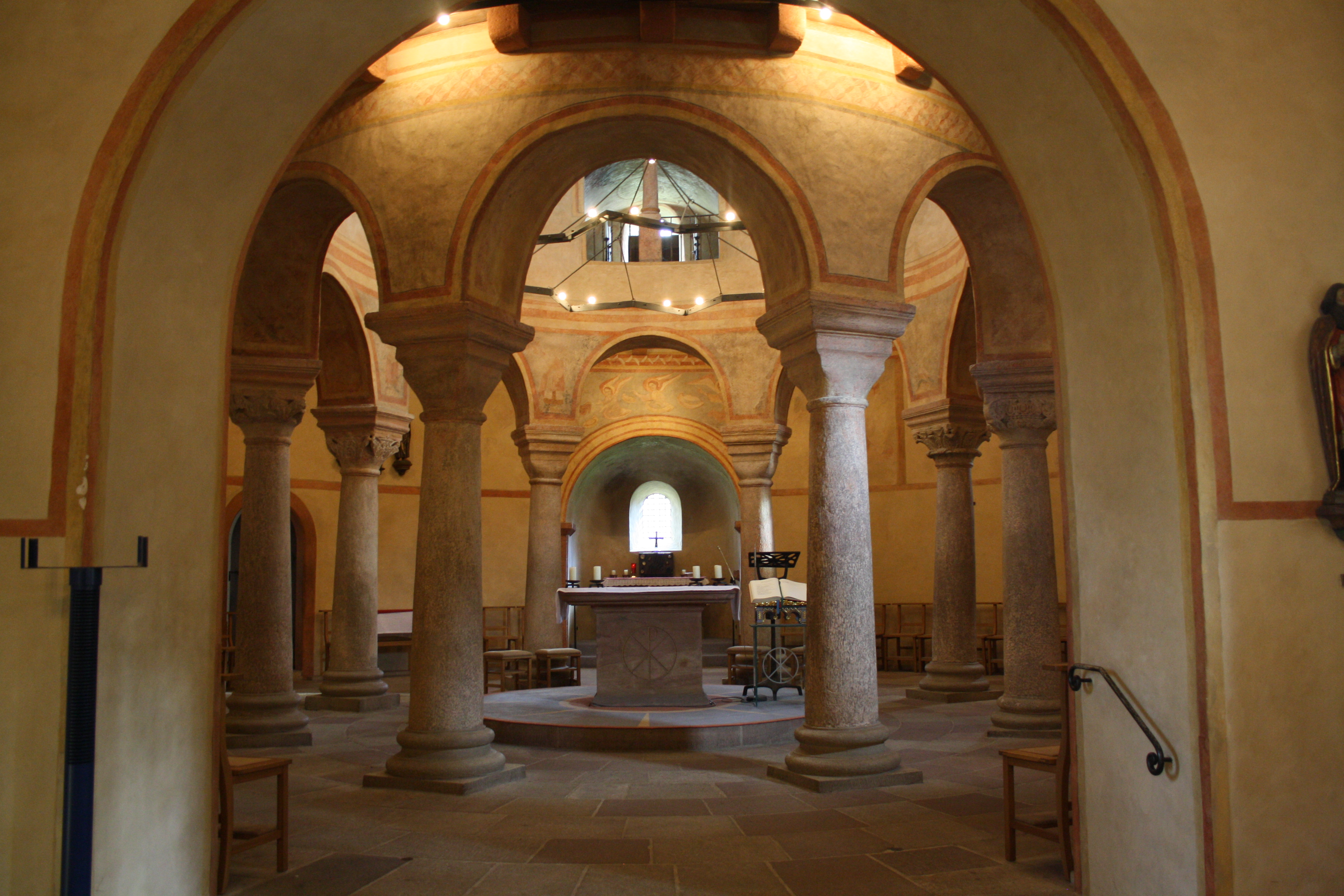
Vista interna, della parte centrale
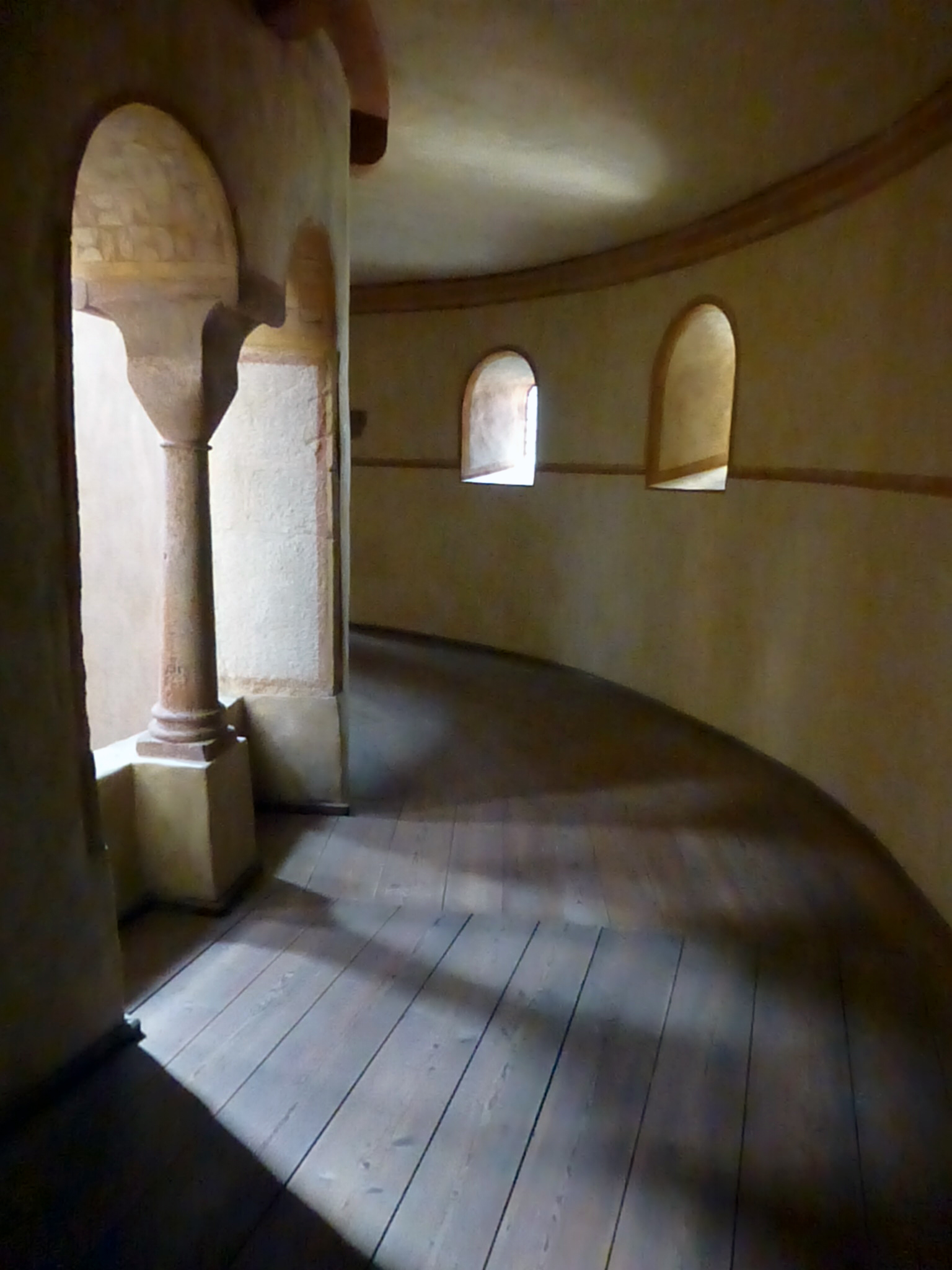
Vista interna, al piano superiore della parte centrale
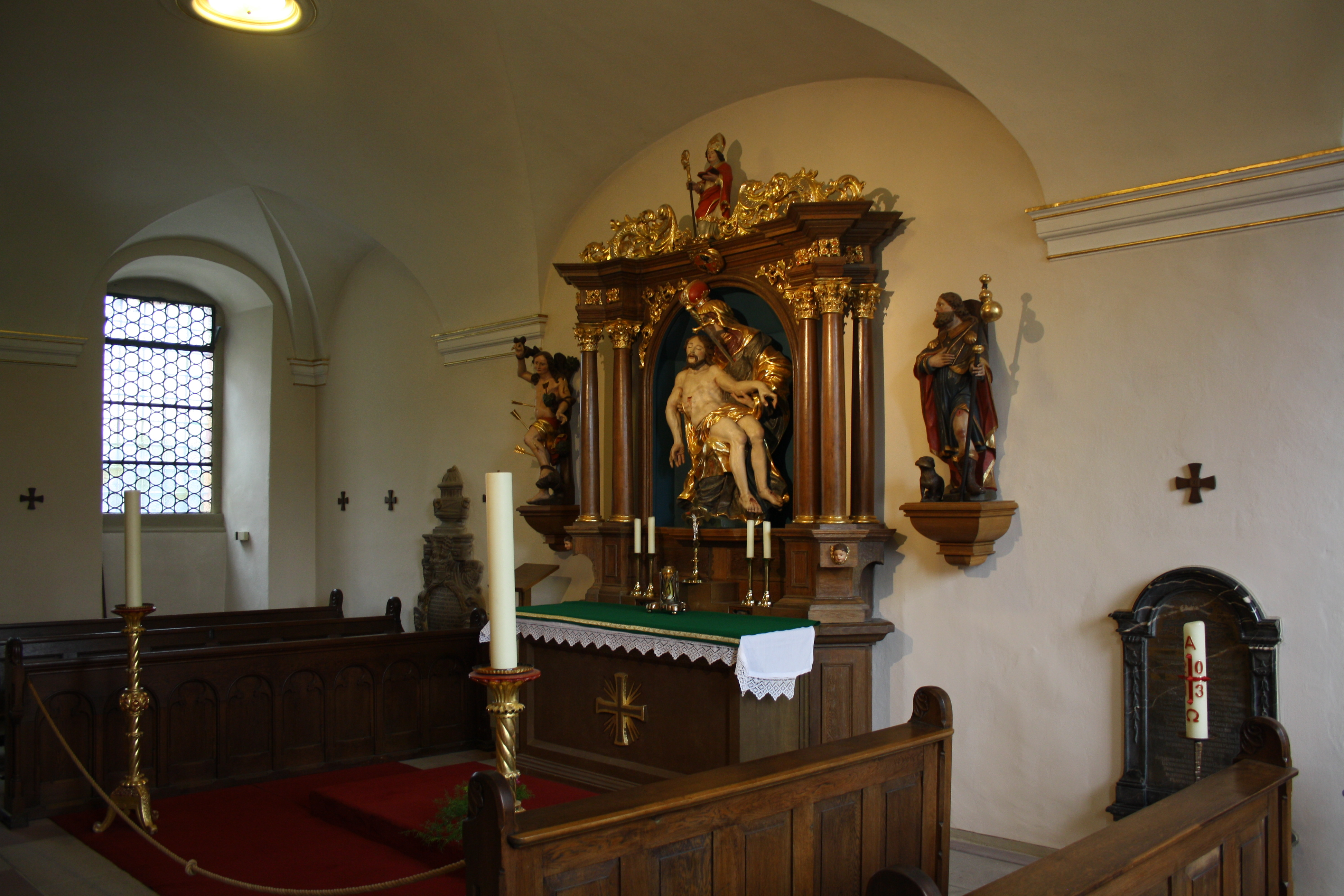
Altare laterale
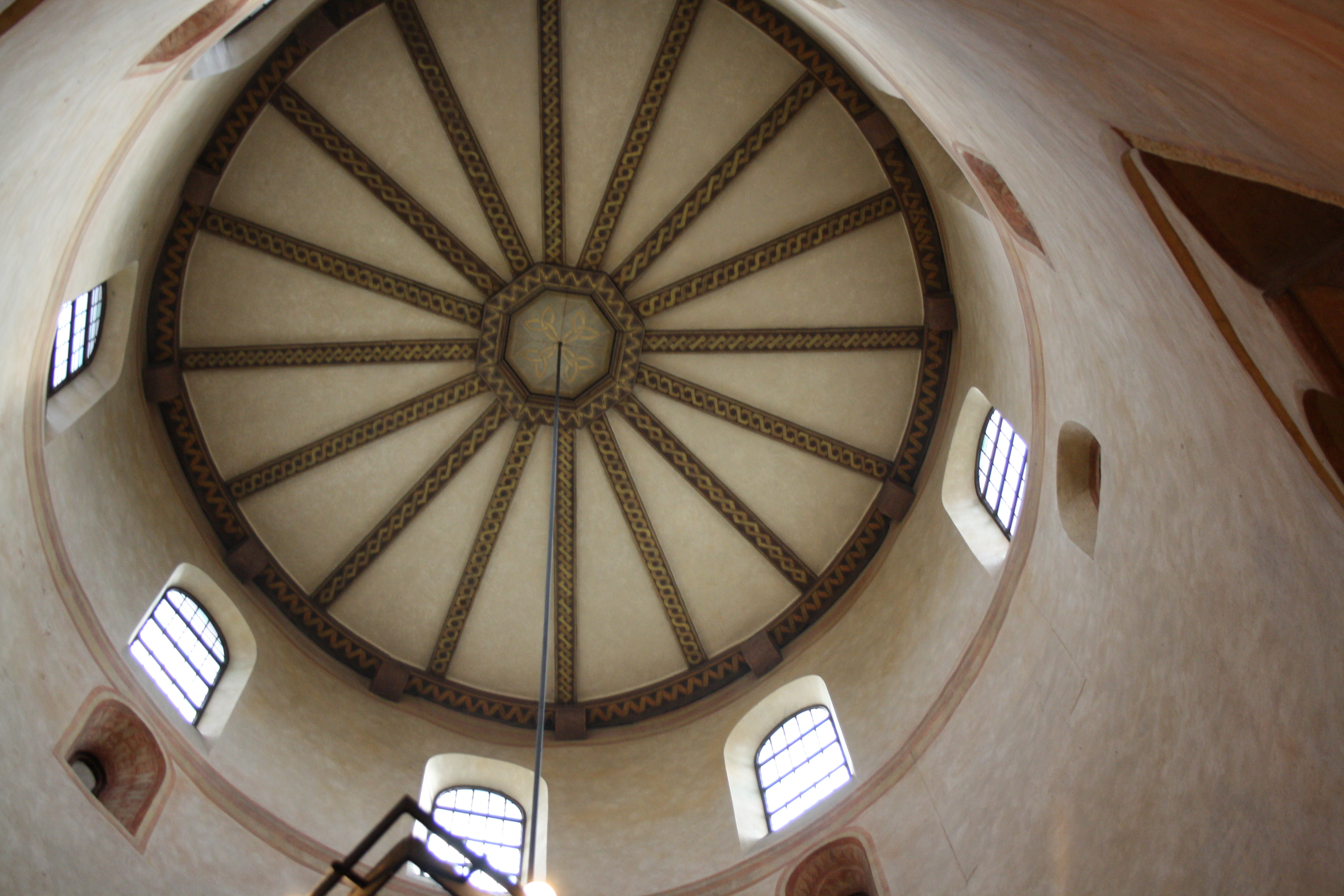
Cupola della rotonda